# سائو سباستین دو آتوما
سائو سباستین دو آتوما یک شهرداری است که در ایالت آمازوناس (برزیل) ، برزیل واقع شده است.